# Vimbodí
Vimbodí (oficialmente en catalán Vimbodí i Poblet) es un municipio y localidad española de la provincia de Tarragona, en la comunidad autónoma de Cataluña. El término municipal, en el que está incluido el monasterio de Poblet, está ubicado en la comarca de la Cuenca de Barberá y tiene una población de 893 habitantes (INE 2024). 

## Toponimia
El nombre de la capital del municipio es Vimbodí, nombre que también era el oficial del municipio hasta su modificación por el actual, mediante acuerdo del pleno del Ayuntamiento de fecha 6 de octubre de 2006, añadiendo así el nombre del monasterio de Poblet al del municipio.

## Historia
En el Molí del Salt, en las inmediaciones de la villa, se han encontrado restos arqueológicos de 14 000 años de antigüedad.
La villa aparece citada en documentos del año 1080 en la que se la nombra como pelat de Vimbudir. En otro documento, Alfonso el Casto concede la señoría del lugar al vecino monasterio de Poblet, que la conservó hasta la exclaustración. La cesión al monasterio tuvo la oposición de los señores de Espluga de Francolí quienes creían tener derechos sobre esas tierras. 
En 1272, Jaime I confirmó los derechos de Poblet, añadiéndole algunos núcleos de población. La corona recuperó el control del territorio durante el reinado de Pedro el Ceremonioso en 1376 pero Poblet compró de forma definitiva las tierras en 1410. Pagó por ellas 2000 florines de oro.

## Demografía
Cuenta con una población de 893 habitantes (INE 2024).
| Gráfica de evolución demográfica de Vimbodí i Poblet entre 1842 y 2021 |
| |
| Población de derecho según los censos de población del INE Población de hecho según los censos de población del INEEn estos censos se denominaba Vimbodí: 1842, 1857, 1860, 1877, 1887, 1897, 1900, 1910, 1920, 1930, 1940, 1950, 1960, 1970, 1981, 1991 y 2001 |

| 1497 | 1515 | 1553 | 1717 | 1787 | 1857 | 1877 | 1887 | 1900 |
| ---- | ---- | ---- | ---- | ---- | ---- | ---- | ---- | ---- |
| 555  | —    | —    | —    | —    | 1615 | 1585 | 1916 | 1730 |

| 1910 | 1920 | 1930 | 1940 | 1950 | 1960 | 1970 | 1981 | 1990 |
| ---- | ---- | ---- | ---- | ---- | ---- | ---- | ---- | ---- |
| 1654 | 1578 | 1493 | 1413 | 1405 | 1255 | 1248 | 1199 | 1132 |

| 1992 | 1994 | 1996 | 1998 | 2000 | 2002 | 2004 | 2006 | — |
| ---- | ---- | ---- | ---- | ---- | ---- | ---- | ---- | - |
| 1090 | 1106 | 1061 | 1023 | 1011 | 1053 | 1039 | 1052 | — |

## Economía
El cultivo agrícola principal es el de la viña que comparte terreno con los cereales. También hay campos de avellanos.
Durante muchos años funcionó en la población una industria de vidrio, empresa que cerró en 1952. Vimbodí conserva aún un museo dedicado a la transformación de este material en el que se exponen algunos de los artículos que antiguamente se fabricaban en la localidad y donde el maestro vidriero Paco Ramos sigue elaborando piezas con este material y realiza demostraciones para los visitantes.

## Patrimonio

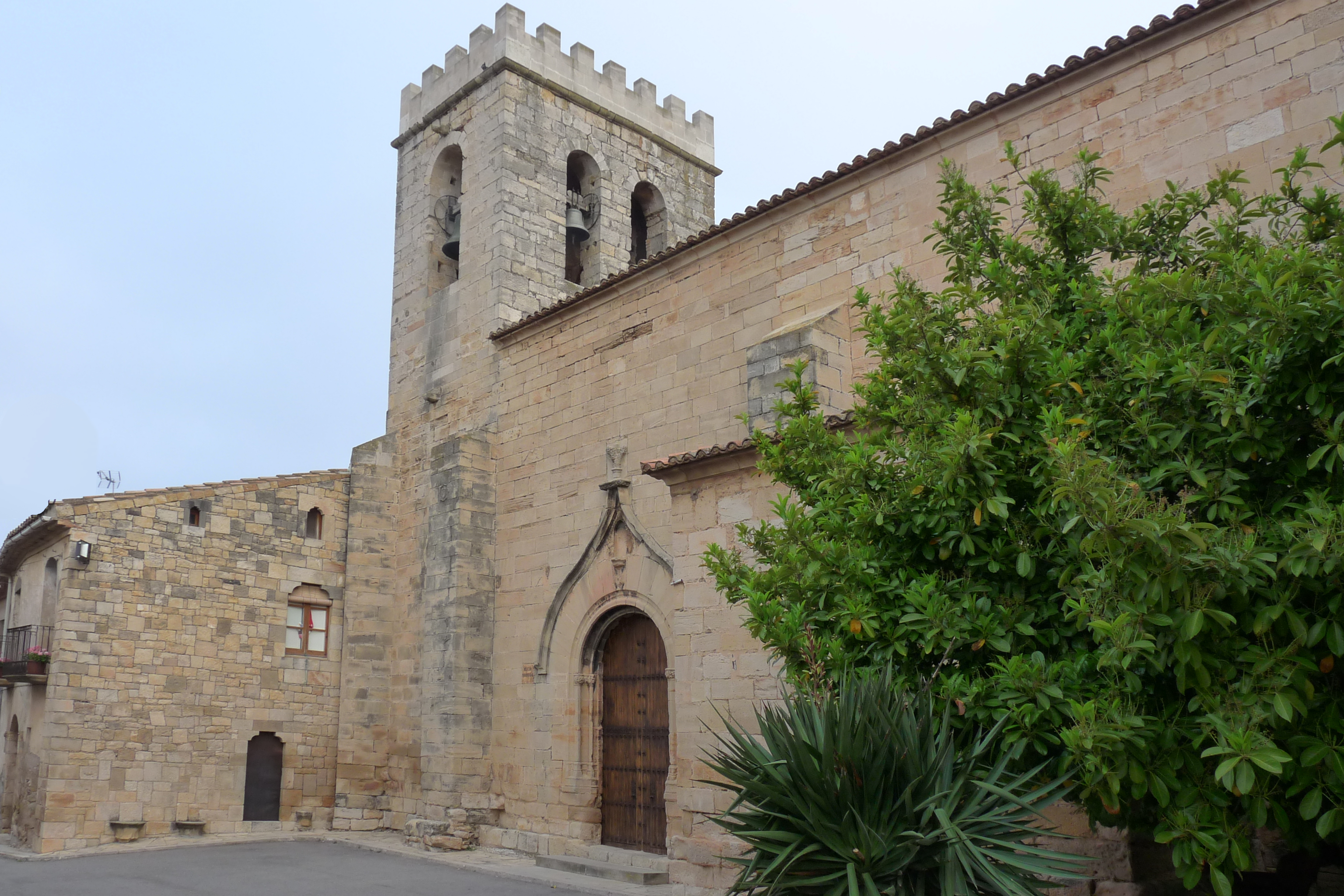
Iglesia de Vimbodí

La iglesia parroquial está dedicada a la Transfiguración del Señor. Es de estilo gótico y fue construida en los siglos XII-XIII. Está construida en piedra picada y en su exterior se puede apreciar un reloj de sol construido en 1591. Cerca se encuentra el santuario de la Mare de Déu dels Torrents. Según una inscripción, en el lugar se encontró en 1484 la imagen de la Virgen y que Juan Payo Coello, por entonces abad de Poblet, ordenó construir ahí un santuario. La construcción actual es de 1714 y en su interior se encuentra una imagen policromada de estilo gótico. Tuvo que ser restaurada ya que sufrió importantes daños durante la Guerra Civil.

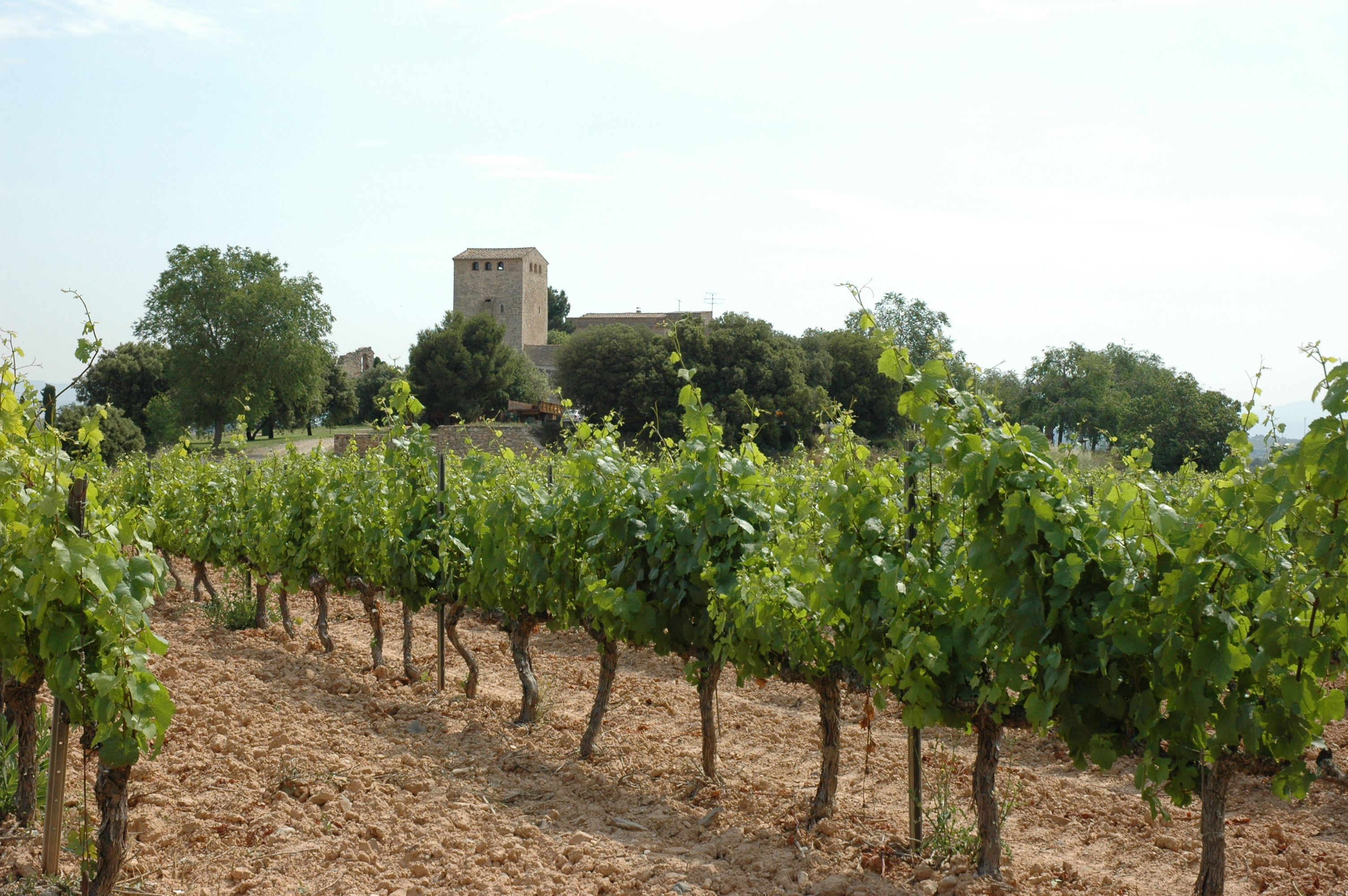
Castillo de Milmanda

A unos 2 km del monasterio se encuentra el castillo de Milmanda. Funcionó como granja dependiente del monasterio de Poblet desde su fundación en 1150 hasta la Desamortización de 1835.

## Fiestas
La fiesta mayor se celebra durante el mes de agosto en honor al Misterio de la Tranfiguración del Señor o de San Salvador. Durante la semana siguiente a la fiesta tiene lugar la "Setmana de la Joventut", donde se imparten actividades por los jóvenes y los más pequeños.

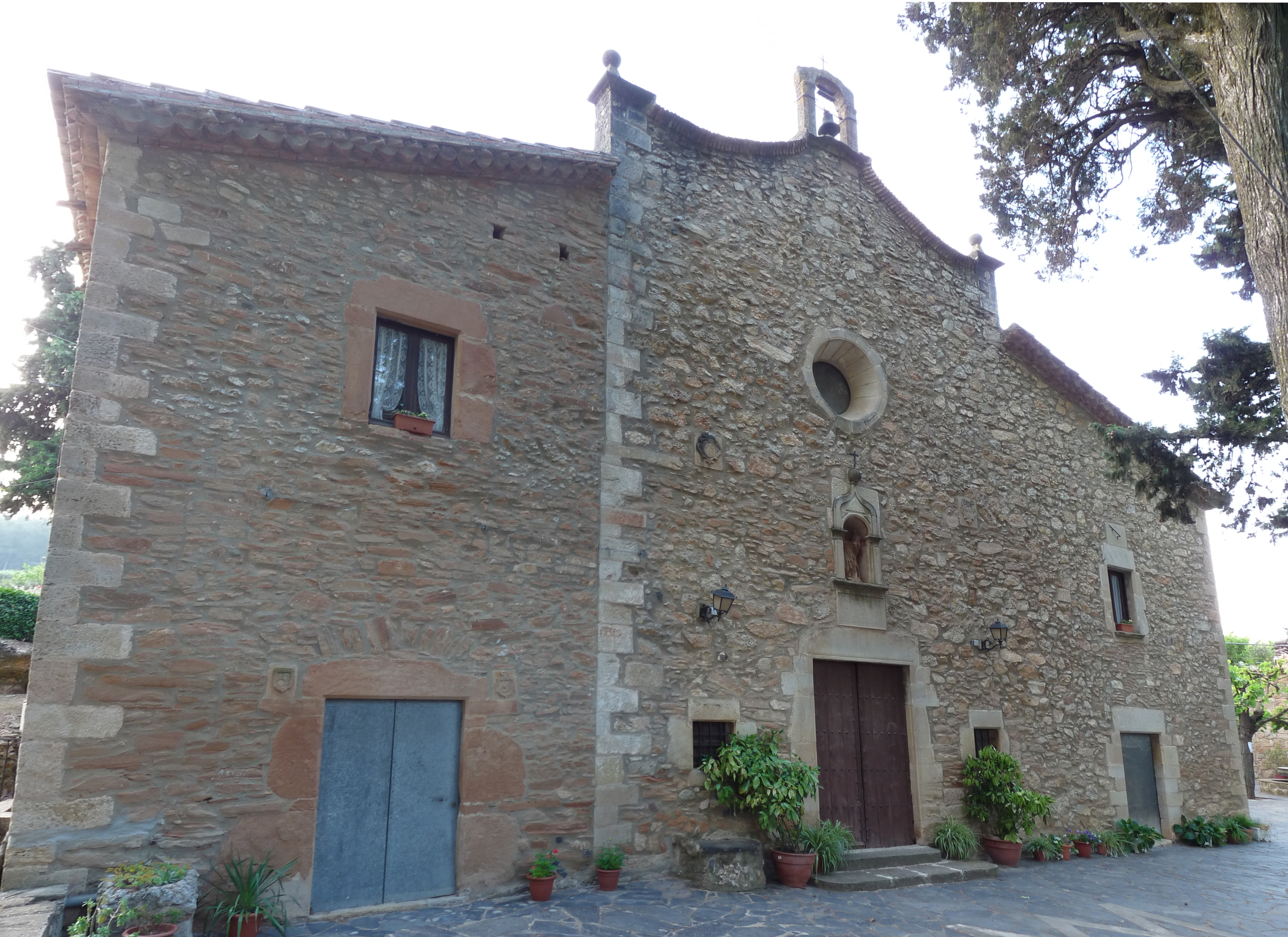
Ermita de la Virgen de los Torrentes

En honor de la Virgen de los Torrentes, se celebra cada cinco años una fiesta popular, donde de engalanan todas las calles del pueblo con alfombras, guirnaldas y otras decoraciones manufacturadas por los habitantes del pueblo.